# آقداغ‌معدنی
آک‌داغ‌معدنی (به ترکی استانبولی: Akdağmadeni) شهری است در کشور ترکیه که در استان یوزگات واقع شده‌است. جمعیت این شهر بر اساس سرشماری سال ۲۰۰۸ میلادی ۲۳٬۶۳۱ نفر و بر اساس برآوردهای سال ۲۰۰۹ میلادی ۲۱٬۶۱۵ نفر می‌باشد.